# Ho Sulci
Ho Sulci – bruzda znajdująca się na Trytonie, naturalnym satelicie Neptuna. Formacja ta liczy sobie kilkaset kilometrów i biegnie w pobliżu równika Trytona na  długości geograficznej 45°-65°W. Nazwa bruzdy została nadana przez IUA w 1991 roku i pochodzi od Ho, chińskiej świętej rzeki.
W bezpośrednim sąsiedztwie Ho Sulci znajduje się Lo Sulci. Bruzdy są charakterystycznymi strukturami geologicznymi Trytona. Oprócz Ho Sulci sklasyfikowano ich jeszcze 11.